# Cristiano Sociali
Die Bewegung der Cristiano Sociali (Christsozialen) ist eine italienische Partei und wurde am 14. September 1993 als Abspaltung von der Democrazia Cristiana gegründet. Unter den Gründern waren der ehemalige Gewerkschaftsführer Pierre Carniti und der Ökonom Ermanno Gorrieri.
Die Cristiano Sociali beteiligten sich 1994 am linken Wahlbündnis Alleanza dei Progressisti. 1998 gingen sie in den neu gegründeten Linksdemokraten auf. Sie bilden innerhalb dieser Partei eine Strömung mit etwa 5500 Mitgliedern. Der Vorsitzende ist Mimmo Lucà.
Die Cristiano Sociali vertreten eine christlich-soziale Politik, inspiriert von den „ethisch-politischen Prinzipien Demokratie, Solidarität, Freiheit und Gleichheit, wie sie von der Verfassung garantiert werden“.